# Maintenon
Maintenon és un municipi francès, situat al departament de l'Eure i Loir i a la regió de Centre – Vall del Loira. L'any 2007 tenia 4.441 habitants.

## Demografia

### Població
El 2007 la població de fet de Maintenon era de 4.441 persones. Hi havia 1.808 famílies, de les quals 543 eren unipersonals (246 homes vivint sols i 297 dones vivint soles), 575 parelles sense fills, 555 parelles amb fills i 135 famílies monoparentals amb fills.
La població ha evolucionat segons el següent gràfic:
Habitants censats

### Habitatges
El 2007 hi havia 2.045 habitatges, 1.871 eren l'habitatge principal de la família, 65 eren segones residències i 109 estaven desocupats. 1.428 eren cases i 607 eren apartaments. Dels 1.871 habitatges principals, 1.259 estaven ocupats pels seus propietaris, 588 estaven llogats i ocupats pels llogaters i 24 estaven cedits a títol gratuït; 65 tenien una cambra, 208 en tenien dues, 378 en tenien tres, 436 en tenien quatre i 783 en tenien cinc o més. 1.327 habitatges disposaven pel capbaix d'una plaça de pàrquing. A 985 habitatges hi havia un automòbil i a 642 n'hi havia dos o més.

### Piràmide de població
La piràmide de població per edats i sexe el 2009 era:
| Homes | Edats   | Dones |
| ----- | ------- | ----- |
| 0     | 95 o +  | 8     |
| 16    | 90 a 94 | 32    |
| 20    | 85 a 89 | 64    |
| 32    | 80 a 84 | 36    |
| 48    | 75 a 79 | 100   |
| 88    | 70 a 74 | 96    |
| 72    | 65 a 69 | 96    |
| 104   | 60 a 64 | 104   |
| 120   | 55 a 59 | 124   |
| 196   | 50 a 54 | 156   |
| 220   | 45 a 49 | 184   |
| 132   | 40 a 44 | 168   |
| 140   | 35 a 39 | 184   |
| 140   | 30 a 34 | 104   |
| 184   | 25 a 29 | 168   |
| 108   | 20 a 24 | 96    |
| 128   | 15 a 19 | 176   |
| 180   | 10 a 14 | 152   |
| 168   | 5 a 9   | 156   |
| 84    | 0 a 4   | 92    |

## Economia
El 2007 la població en edat de treballar era de 2.856 persones, 2.151 eren actives i 705 eren inactives. De les 2.151 persones actives 1.960 estaven ocupades (1.038 homes i 922 dones) i 191 estaven aturades (97 homes i 94 dones). De les 705 persones inactives 308 estaven jubilades, 230 estaven estudiant i 167 estaven classificades com a «altres inactius».

### Ingressos
El 2009 a Maintenon hi havia 1.876 unitats fiscals que integraven 4.488,5 persones, la mediana anual d'ingressos fiscals per persona era de 21.474 €.

### Activitats econòmiques
Dels 233 establiments que hi havia el 2007, 1 era d'una empresa extractiva, 3 d'empreses alimentàries, 1 d'una empresa de fabricació d'elements pel transport, 4 d'empreses de fabricació d'altres productes industrials, 24 d'empreses de construcció, 46 d'empreses de comerç i reparació d'automòbils, 7 d'empreses de transport, 19 d'empreses d'hostatgeria i restauració, 7 d'empreses d'informació i comunicació, 11 d'empreses financeres, 18 d'empreses immobiliàries, 27 d'empreses de serveis, 38 d'entitats de l'administració pública i 27 d'empreses classificades com a «altres activitats de serveis».
Dels 77 establiments de servei als particulars que hi havia el 2009, 1 era una oficina d'administració d'Hisenda pública, 1 oficina de correu, 5 oficines bancàries, 2 funeràries, 5 tallers de reparació d'automòbils i de material agrícola, 1 establiment de lloguer de cotxes, 2 autoescoles, 6 paletes, 4 guixaires pintors, 2 fusteries, 4 lampisteries, 2 electricistes, 2 empreses de construcció, 11 perruqueries, 1 veterinari, 13 restaurants, 10 agències immobiliàries, 2 tintoreries i 3 salons de bellesa.
Dels 22 establiments comercials que hi havia el 2009, 1 era, 3 grans superfícies de material de bricolatge, 1 una botiga de més de 120 m², 1 una botiga de menys de 120 m², 3 carnisseries, 1 una peixateria, 3 botigues de roba, 3 botigues d'equipament de la llar, 2 sabateries, 1 una botiga d'electrodomèstics, 1 una perfumeria i 2 floristeries.
L'any 2000 a Maintenon hi havia 9 explotacions agrícoles que ocupaven un total de 450 hectàrees.

## Equipaments sanitaris i escolars
El 2009 hi havia 2 farmàcies i 1 ambulància.
El 2009 hi havia 2 escoles maternals i 2 escoles elementals. A Maintenon hi havia 1 col·legi d'educació secundària i 1 liceu tecnològic. Als col·legis d'educació secundària hi havia 537 alumnes i als liceus tecnològics 87.

## Poblacions més properes
El següent diagrama mostra les poblacions més properes.